# Leptosiaphos vigintiserierum
Leptosiaphos vigintiserierum (п'ятипалий гекон африканський) — вид сцинкоподібних ящірок родини сцинкових (Scincidae). Мешкає в Камеруні і Екваторіальній Гвінеї.

## Поширення і екологія
Африканські п'ятипалі гекони поширені в гірських районах на заході Камеруну, а також на острові Біоко. Вони живуть на високогірних луках, на висоті від 1000 до 2450 м над рівнем моря.

## Збереження
МСОП класифікує стан збереження цього виду як близький до загрозливого. Leptosiaphos vigintiserierum загрожує знищення природного середовища.